# Йенсен, Сёрен
Сёрен Маринус Йенсен (дат. Søren Marinus Jensen; 5 мая 1879, Орхус — 6 января 1965) — датский греко-римский борец, двукратный бронзовый призёр летних Олимпийских игр.

## Биография
На Играх 1908 в Лондоне Йенсен соревновался в весовой категории свыше 93,0 кг. Выйдя сразу в полуфинал, он тут же проиграл, но смог победить в схватке за третье место и получил бронзовую медаль.
На Олимпийских играх 1912 в Стокгольме Йенсен участвовал в категории свыше 82,5 кг. Выиграв несколько встреч, он в итоге занял третью позицию и снова стал бронзовым призёром.
Кроме того, Йенсен участвовал в неофициальных Олимпийских играх 1906 в Афинах, на которых стал чемпионом в классе свыше 83 кг и в открытом классе. Однако эти награды не признаются Международным олимпийским комитетом, так как Игры прошли без его согласия.
Кроме Олимпийских игр, Йенсен участвовал в чемпионатах мира и Европы. Он стал чемпионом мира в весе свыше 80 кг в 1905 году, бронзовым призёром первенства мира в весе свыше 85 кг в 1910 году и серебряным призёром европейского первенства в весе свыше 93 кг в 1911 году.